# Herminia ventilabris
Herminia ventilabris là một loài bướm đêm trong họ Noctuidae.